# Raiz quadrada

Exemplo de raiz quadrada

Em matemática, a raiz quadrada de {\displaystyle x} é um número positivo {\displaystyle y} que, multiplicado por si próprio, iguala-se a {\displaystyle x}. Todo número real não negativo possui uma única raiz quadrada não negativa, chamada de raiz quadrada principal, a qual é denotada pelo símbolo {\displaystyle {\sqrt[{2}]{x}}}. Por exemplo, 3 é a raiz quadrada de 9, ou seja, {\displaystyle {\sqrt[{2}]{9}}=3}, pois {\displaystyle 3\times 3=3^{2}=9}.
Embora {\displaystyle (-3)^{2}=9}, este valor não deve ser considerado como raiz porque o seu símbolo não significa "raiz quadrada", mas sim a raiz quadrada não negativa. Esta é a razão de ser obrigatório o sinal de {\displaystyle \pm } na frente do símbolo {\displaystyle {\sqrt {}}} da Fórmula de Bháskara, utilizada na resolução de equações quadráticas (equações do 2º grau).
A extensão da função raiz quadrada a números negativos leva à criação dos números imaginários e ao corpo dos números complexos. O primeiro uso do atual símbolo da raiz quadrada remonta ao século XVI. Pensa-se que a sua origem está na letra r minúscula, primeira letra de radix (do latim, raiz). Pode também ser uma operação geométrica - a partir de um segmento de reta dado determinar um outro cujo comprimento seja igual à raiz quadrada do inicial.

## Propriedades
As seguintes propriedades da função raiz quadrada são válidas para todos os números reais positivos x e y:
1. {\displaystyle {\sqrt {x}}=x^{\frac {1}{2}}}
2. {\displaystyle {\sqrt {x^{2}}}=\left|x\right|,\ \forall x\in \mathbb {R} }
3. {\displaystyle {\sqrt {xy}}={\sqrt {x}}{\sqrt {y}}}
4. {\displaystyle {\sqrt {\frac {x}{y}}}={\frac {\sqrt {x}}{\sqrt {y}}}}
5. {\displaystyle {\sqrt {x}}+{\sqrt {y}}={\sqrt {x+2{\sqrt {xy}}+y}}}, logo {\displaystyle {\sqrt {x}}+{\sqrt {y}}\neq {\sqrt {x+y}}}
6. {\displaystyle {\sqrt {x}}-{\sqrt {y}}={\sqrt {x-2{\sqrt {xy}}+y}}} sempre que {\displaystyle x\geq y}, portanto {\displaystyle {\sqrt {x}}-{\sqrt {y}}\neq {\sqrt {x-y}}}

A aplicação da função raiz quadrada a um número racional dá em geral origem a um número algébrico; {\displaystyle {\sqrt {x}}} é racional se e somente se x puder ser representado por uma razão entre dois quadrados perfeitos. Por exemplo, {\displaystyle {\sqrt {2}}}  é irracional (ver artigo raiz quadrada de dois).
Geometricamente, a função raiz quadrada transforma a área de um quadrado no comprimento do seu lado.
Admita-se que x e a são reais, e que {\displaystyle x^{2}=a}, e que se quer determinar x. Um erro frequente é aplicar a função raiz quadrada e concluir que {\displaystyle x={\sqrt {a}}}. Tal não é verdade uma vez que a raiz quadrada de x2 não é x, mas sim o seu valor absoluto |x| (uma das propriedades acima mencionadas). Portanto, apenas se pode concluir que {\displaystyle x={\sqrt {a}}}  ou, de outra forma, que {\displaystyle x=\pm {\sqrt {a}}}
Quando se pretende provar que a função raiz quadrada é contínua ou diferenciável, ou no cálculo de certos limites, a seguinte propriedade é de grande utilidade:
{\displaystyle {\sqrt {x}}-{\sqrt {y}}={\frac {x-y}{{\sqrt {x}}+{\sqrt {y}}}}}
O mesmo é válido para quaisquer x e y não negativos, sendo pelo menos um deles diferente de zero.
A função {\displaystyle f(x)={\sqrt {x}}} tem o seguinte gráfico:
A função, cujo domínio é o conjunto dos números reais não negativos é contínua, monótona e diferenciável para todo o x positivo. (não é diferenciável para x = 0 uma vez que o declive da tangente à curva nesse ponto é +∞. A sua derivada é dada por
{\displaystyle f'(x)={\frac {1}{2{\sqrt {x}}}}}
As séries de Taylor para x = 1 podem ser encontradas usando o teorema binomial:
{\displaystyle {\sqrt {x+1}}=1+\sum _{n=1}^{\infty }{(-1)^{n+1}(2n-2)! \over n!(n-1)!2^{2n-1}}x^{n}=1+{\frac {1}{2}}x-{\frac {1}{8}}x^{2}+{\frac {1}{16}}x^{3}-{\frac {5}{128}}x^{4}+\dots } para {\displaystyle |x|<1}.

## Meios de calcular a raiz quadrada
As dificuldades de computar raízes quadradas usando-se números romanos e a notação romana para frações levou Vitrúvio a declarar que extrair a raiz quadrada de 200 não pode ser feito por números .

### Calculadoras
As calculadoras portáteis tipicamente implementam boas rotinas, tais como o método de Newton (frequentemente com uma estimativa inicial igual a 1), para computar a raiz quadrada de um número real positivo. Ao computar raízes quadradas com tábuas de logaritmos ou réguas de cálculo, pode-se explorar a identidade
{\displaystyle {\sqrt {a}}=e^{(\ln a)/2}}

### Calculando a raiz quadrada manualmente
Por exemplo, calcularemos a raiz quadrada de 2.
√2|1,41...
-1 |2 4|28 1
100| 4|     1
-96 |
400
-281
Seguindo estes passos irás conseguir sem um professor:
- 1 - Procure um número aproximado ou que chegue no valor da raiz (neste caso 1 é aproximado de 2);
- 2 - Depois de procurar o valor aproximado,multiplique o mesmo número;
- 3 - Depois de multiplicar o número por si, segure no resultado e subtraia pelo valor da raiz;
- 4 - Depois de subtrair, no valor que der adicione duas casas decimais (isto é, dois zero).
- 5 - Depois disto volte a segurar o valor aproximado da raiz e some o mesmo número por ele próprio, o valor que der multiplique-o por um número qualquer para que se aproxime do resto da subtração do radicando e do número aproximado do radicando.
- 6 - E por último é só seguir a sequência de soma,subtração e multiplicação.

### Método babilônico
Um algoritmo frequentemente usado para aproximar {\displaystyle {\sqrt {n}}} é conhecido como "método babilônico" (porque, especula-se, este era o método usado na Matemática Babilônica para calcular a raiz quadrada, e é o mesmo obtido ao aplicar-se o Método de Newton à equação {\displaystyle x^{2}-n=0} Para se encontrar a raiz quadrada de um número real n, processa-se como a seguir:
1. Inicie com um número positivo arbitrário r (preferencialmente próximo da raiz);
2. Substitua r pela média de r e {\displaystyle {\frac {n}{r}}};
3. Repita o segundo passo para obter uma aproximação melhor.

Este algoritmo é quadraticamente convergente, que significa que o número de dígitos corretos de r dobra a cada repetição. Ele, entretanto, não dá a raiz  exata, mas dá uma ótima aproximação. Ou seja não é um método perfeito, apresenta uma margem de erro (muito pequena, desprezível para cálculos que não necessitam de muita precisão. De fato, dependendo da aproximação todas as casas decimais estarão corretas). Abaixo, um exemplo do método para melhor compreensão:
Digamos que se queira extrair a raiz quadrada de 66.
1. Ache o menor quadrado perfeito que mais se aproxima do número dado. Nesse caso o quadrado que mais se aproxima é 64. Nota: Usa-se sempre o quadrado menor que o número procurado, mesmo que o quadrado maior seja mais próximo.
2. Extraia a raiz quadrada do quadrado que mais se aproximou. A raiz quadrada de 64 é 8. Nesse exemplo chamaremos 8 como A (A = 8).
3. Divida o número original por A, ou seja,  66 / 8 = 8,2. Nesse exemplo chamaremos 8,2 como B (B = 8,2).
4. Somamos A com B e dividimos por 2.
8 + 8,2 = 16,2
16,2 / 2 = 8,1
O resultado chamaremos de C (C = 8,1).
5. Agora dividimos o número original (nesse caso 66) por C.
66 / 8,1 = 8,148
O resultado chamaremos de D (D = 8,148).
6. Novamente, usando do mesmo procedimento, somaremos C e D e dividimos por 2.
8,1 + 8,148 = 16,248
16,248 / 2 = 8,124
Esse número chamaremos de E (E = 8,124).

Esse seria aproximadamente a raiz quadrada de 66. Poderíamos dividir o 66 por E e continuar esse mesmo processo, só que isso acabaria por dar algumas imprecisões. Então podemos dizer que a raiz quadrada de 66 é aproximadamente 8,124. Ao testarmos numa calculadora teremos: 8,12403840463596...
Ou seja, esse é um bom método para se achar aproximadamente uma raiz quadrada.

### Um algoritmo exato semelhante ao da divisão longa
Este método, apesar de muito mais lento que o método Babilônico, tem a vantagem de ser exato: dado um número que tem uma raiz quadrada cuja representação decimal termina, então o algoritmo termina e produz a raiz quadrada correta após um número finito de passos. Ele pode ser usado, portanto, para checar se um dado número é um quadrado perfeito.
Escreva o número em decimal e divida-o em pares de dígitos, começando do ponto. Os números são colocados de uma maneira similar ao algoritmo de divisão longa e a raiz quadrada final aparecerá acima do número original.
Para cada iteração: Traga para baixo o par o mais significativo dos dígitos ainda não usados e adicione-os a todo o restante. Este é o valor atual consultado em etapas 2 e 3. Se r denotar a parte do resultado encontrado assim distante, determine o maior digito x que não faz y = x(20r + x) para exceder o valor atual. Coloque o dígito novo x na linha do quociente. Subtraia y do valor atual para dar forma a um restante novo. Se o restante for zero e não houver mais dígito para trazer para baixo o algoritmo terminou. Se não continue com etapa 1. Exemplo: Que é a raiz quadrada de 152,2756?
```
       ____1__2._3__4_
       |  01 52.27 56                        1
x         01                   1*1=1         1
         ____                                __
          00 52                              22
2x        00 44                22*2=44        2
         _______                             ___
             08 27                           243
24x          07 29             243*3=729       3
            _______                          ____
                98 56                        2464
246x            98 56          2464*4=9856      4
               _______
                00 00          O algoritmo termina:  a resposta é 12,34
```

Embora demonstrado aqui para números da base 10, o procedimento trabalha para algumas bases, incluindo a base 2. Na descrição acima, 20 meios dobram a base de número usada, no exemplo de binário isto seriam realmente 100. que o algoritmo está no fato muito mais fácil de executar na base 2, como em cada etapa somente os dois dígitos 0 e 1 têm que ser testados.

### Equação de Pell
A equação de Pell permite encontrar a parte inteira de uma raiz quadrada simplesmente subtraindo inteiros ímpares. Por exemplo, para calcular a parte inteira da raiz quadrada de 19, calcula-se a sequência:
```
   1. 19 – 1 = 18
   2. 18 – 3 = 15
   3. 15 – 5 = 10
   4. 10 – 7 = 3
```

Como 3 é menor que 9, a sequência para aqui. Como 4 subtrações foram efetuadas, então a resposta é 4
Ou seja, para calcular a parte inteira da raiz quadrada n de um número inteiro positivo m, pode ser usado o seguinte trecho de programa:
```
   n = 0
   i = 1
   while (m >= i){
      m = m – i;
      i = i + 2;
      n = n + 1;
   }
```

Observe-se que se n é a raiz exata, o valor final de m é zero.

### Encontrando raízes quadradas usando aritmética mental
A Equação de Pell é um método para obter a raiz quadrada simplesmente subtraindo números ímpares.
Ex: Para obter {\displaystyle {\sqrt {27}}} nós começamos com a seguinte sequência:
1. {\displaystyle 27-1=26}
2. {\displaystyle 26-3=23}
3. {\displaystyle 23-5=18}
4. {\displaystyle 18-7=11}
5. {\displaystyle 11-9=2}

5 passos foram tomados e isso nos leva que a parte inteira da raiz quadrada de 27 é 5.
Efetua-se: resultado do último passo * 100 e número de passos da sequência anterior * 20 + 1
{\displaystyle 2\times 100=200} e {\displaystyle 5\times 20+1=101}
1. {\displaystyle 200-101=99}

O próximo número é 1.
Em seguida efetua-se: resultado do último passo * 100 e ((número de passos da primeira sequência * 10) + (número de passos da segunda sequência)) * 20 + 1
{\displaystyle 99\times 100=9900} e {\displaystyle 51\times 20+1=1021}
1. {\displaystyle 9900-1021=8879}
2. {\displaystyle 8879-1023=7856}
3. {\displaystyle 7856-1025=6831}
4. {\displaystyle 6831-1027=5804}
5. {\displaystyle 5804-1029=4775}
6. {\displaystyle 4775-1031=3744}
7. {\displaystyle 3744-1033=2711}
8. {\displaystyle 2711-1035=1676}
9. {\displaystyle 1676-1037=639}

O próximo número é 9.
O resultado nos dá 5.19 com uma aproximação da raiz quadrada de 27.

### Método das Frações Continuadas
Irracionais Quadráticos, que são os números envolvendo raízes quadradas na forma (a+√b)/c, são compostos por períodos de frações continuadas. Isto faz com que elas sejam fáceis de serem calculadas recursivamente, dado o período. Por exemplo, para calcular √2, nós temos que usar o fato de que √2-1 = [0;2,2,2,2,2,...], e usar a relação recursiva: an+1=1/(2+an) com a0=0
para obter √2-1 dada uma precisão especificada por n níveis de recursividade, e adicionar 1 ao resultado para obter √2.

## Raiz quadrada de números complexos
Para todo número complexo z não-nulo existem exatamente dois números w tais que w² = z. A definição usual de √z é como segue: se z = r exp(iφ) é representado em coordenadas polares com -π < φ ≤ π, então fazemos  √z = √r exp(iφ/2). Isto definido, a função raiz quadrada é holomórfica em todo ponto exceto nos números não-positivos reais (onde ela não é nem contínua). A série de Taylor acima para √(1+x) continua válida para números complexos x com |x| < 1.
Quando o número complexo está na forma retangular, a seguinte fórmula pode ser usada:
{\displaystyle {\sqrt {x+iy}}={\sqrt {\frac {\left|x+iy\right|+x}{2}}}\pm i{\sqrt {\frac {\left|x+iy\right|-x}{2}}}}
onde o sinal da parte imaginária da raiz é o mesmo que o sinal da parte imaginária do número original.
Perceba que, por causa da natureza descontínua da função raiz quadrada no plano complexo, a regra {\displaystyle \scriptstyle {\sqrt {zw}}={\sqrt {z}}{\sqrt {w}}} é em geral falsa. Se for tomada erroneamente como verdadeira, esta regra pode levar a numerosas "provas" erradas, como por exemplo a seguinte prova real que mostra que -1 = 1:
{\displaystyle -1=i^{2}=({\sqrt {-1}})^{2}={\sqrt {-1\times -1}}={\sqrt {1}}=1}
A terceira igualdade não pode ser justificada.
Porém, a regra pode estar errada apenas até um fator -1, {\displaystyle {\sqrt {zw}}=\pm {\sqrt {z}}{\sqrt {w}},} é verdadeiro para ambos ± tanto + como - (mas não ambos ao mesmo tempo). Perceba que {\displaystyle {\sqrt {c^{2}}}=\pm c,} portanto {\displaystyle {\sqrt {a^{2}b^{2}}}=\pm ab} e finalmente {\displaystyle {\sqrt {zw}}=\pm {\sqrt {z}}{\sqrt {w}},} com o uso de = {\displaystyle a={\sqrt {z}}} e {\displaystyle b={\sqrt {w}}.}

## Raízes quadradas de matrizes e operadores
Se A é uma matriz positiva definida (ou um operador positivo definido), então existe exatamente uma matriz positiva definida (idem para operador) B tal que B² = A; definimos {\displaystyle {\sqrt[{2}]{A}}=B}
Mais genericamente, para cada matriz ou operador normal A existem operadores normais B tais que B² = A. Em geral, há vários operadores B para cada A e a função raiz quadrada não pode ser definida para operadores normais de uma maneira satisfatória.

## Raiz quadrada dos números naturais, de 0 a 30
- ²√0 = 0
- ²√1 = 1
- ²√2 ≈ 1,4142135623 7309504880 1688724209 6980785696 7187537694 8073176679 7379907324 78462...
- ²√3 ≈ 1,7320508075 6887729352 7446341505 8723669428 0525381038 0628055806 9794519330 16909
- ²√4 = 2
- ²√5 ≈ 2,2360679774 9978969640 9173668731 2762354406 1835961152 5724270897 2454105209 25638
- ²√6 ≈ 2,4494897427 8317809819 7284074705 8913919659 4748065667 0128432692 5672509603 77457
- ²√7 ≈ 2,6457513110 6459059050 1615753639 2604257102 5918308245 0180368334 4592010688 23230
- ²√8 ≈ 2,8284271247 4619009760 3377448419 3961571393 4375075389 6146353359 4759814649 56924
- ²√9 = 3
- ²√10 ≈ 3,1622776601 6837933199 8893544432 7185337195 5513932521 6826857504 8527925944 38639
- ²√11 ≈ 3,3166247903 5539984911 4932736670 6866839270 8854558935 3597058682 1461164846 42609
- ²√12 ≈ 3,4641016151 3775458705 4892683011 7447338856 1050762076 1256111613 9589038660 33818
- ²√13 ≈ 3,6055512754 6398929311 9221267470 4959462512 9657384524 6212710453 0562271669 48293
- ²√14 ≈ 3,7416573867 7394138558 3748732316 5493017560 1980777872 6946303745 4673200351 56307
- ²√15 ≈ 3,8729833462 0741688517 9265399782 3996108329 2170529159 0826587573 7661134830 91937
- ²√16 = 4
- ²√17 ≈ 4,1231056256 1766054982 1409855974 0770251471 9922537362 0434398633 5730949543 46338
- ²√18 ≈ 4,2426406871 1928514640 5066172629 0942357090 1562613084 4219530039 2139721974 35386
- ²√19 ≈ 4,3588989435 4067355223 6981983859 6156591370 0392523244 4936890344 1381595573 28203
- ²√20 ≈ 4,4721359549 9957939281 8347337462 5524708812 3671922305 1448541794 4908210418 51276
- ²√21 ≈ 4.5825756949 5584000658 8047193728 0084889844 5657676797 1902607242 1239068684 25547
- ²√22 ≈ 4.6904157598 2342955456 5630113544 4662805882 2835341173  7153605701 8910170246 32753
- ²√23 ≈ 4.7958315233 1271954159 7438064162 6939199967 0704190412 9346485309 1144482572  35907
- ²√24 ≈ 4.8989794855 6635619639 4568149411 7827839318 9496131334 0256865385 1345019207  54914
- ²√25 = 5
- ²√26 ≈ 5.0990195135 9278483002 8224109022 7819895637 7094609959 6407584970 8044259336 32062
- ²√27 ≈ 5.1961524227 0663188058 2339024517 6171008284 1576143114 1884167420 9383557990 50726
- ²√28 ≈ 5.2915026221 2918118100 3231507278 5208514205 1836616490 0360736668 9184021376 46460
- ²√29 ≈ 5.3851648071 3450403125 0710491540 3295562951 2016164478 8837680388 6700166459 62827
- ²√30 ≈ 5.4772255750 5166113456 9697828008 0213395274 4694997983 2542268944 4973249327 71227